# Liste der Biografien/Sb
Liste der Biografien |
Portal Biografien |
Personensuche
# |
A |
B |
C |
D |
E |
F |
G |
H |
I |
J |
K |
L |
M |
N |
O |
P |
Q |
R |
S |
T |
U |
V |
W |
X |
Y |
Z |
?
 
Sa |
Sb |
Sc |
Sd |
Se |
Sf |
Sg |
Sh |
Si |
Sj |
Sk |
Sl |
Sm |
Sn |
So |
Sp |
Sq |
Sr |
Ss |
St |
Su |
Sv |
Sw |
Sy |
Sz
Die Liste der Biografien führt alle Personen auf, die in der deutschsprachigen Wikipedia einen Artikel haben. Dieses ist eine Teilliste mit 39 Einträgen von Personen, deren Namen mit den Buchstaben „Sb“ beginnt.

## Sb

### Sba
- Sbaffi, Simona (* 1970), Schweizer Schauspielerin
- Sbaity, Aziza (* 1991), libanesische Sprinterin
- Sbaiz, Nello (1941–2022), italienischer Fußballspieler
- Sbakhe, Shadi († 2009), palästinensischer Fußballspieler
- Sbalbi, Tony (* 1969), französischer Skibergsteiger
- Sbampato, Thomas (* 1962), Schweizer Fotograf und Autor
- Sbano, Francesco (* 1963), italienischer Fotograf, Reporter, Schriftsteller, Musikproduzent und Regisseur
- Sbaragli, Kristian (* 1990), italienischer Radrennfahrer
- Sbaraglia, Leonardo (* 1970), argentinischer Schauspieler
- Sbarbaro, Eugenio (* 1934), katholischer Bischof
- Sbarbaro, Tony (1897–1969), US-amerikanischer Jazz-Schlagzeuger
- Sbardellotto, Danilo (* 1960), italienischer Skirennläufer
- Sbarge, Raphael (* 1964), US-amerikanischer SchauspielerRaphael Sbarge (* 1964)

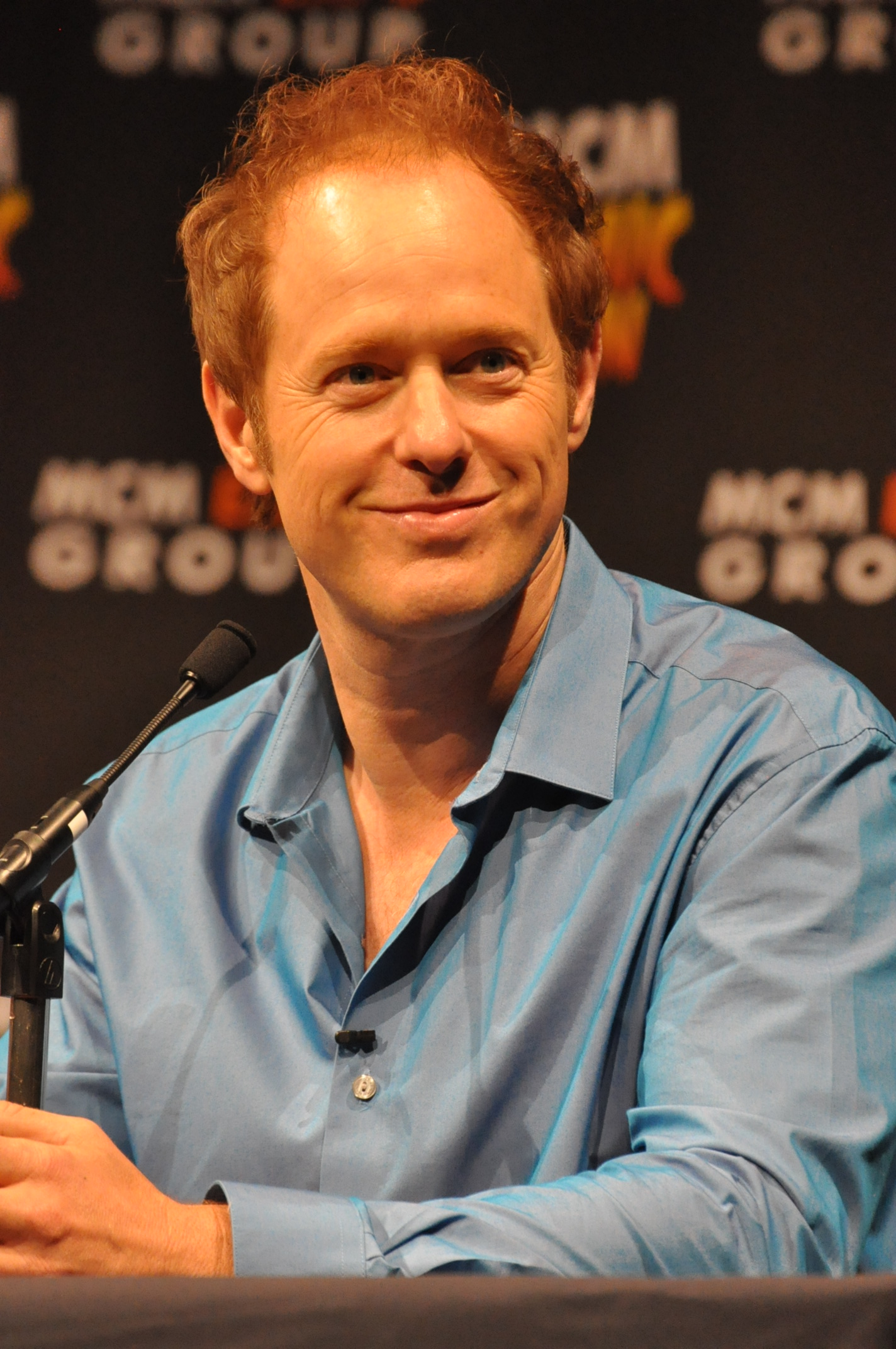
Raphael Sbarge (* 1964)

- Sbarra, Francesco (1611–1668), italienischer Dichter und Librettist
- Sbarretti Tazza, Donato Raffaele († 1939), italienischer katholischer Theologe und Kardinal
- Sbarretti, Enea (1808–1884), italienischer Geistlicher und Kurienkardinal
- Sbarro, Franco (* 1939), italienischer Designer und Entwickler von Kraftfahrzeugen

### Sbe
- Sberna, Antonella (* 1982), italienische Politikerin (FdI), MdEP

### Sbi
- Sbiera, Ion G. (1836–1916), rumänischer Ethnologe, Literaturwissenschaftler, Romanist und Rumänist
- Sbihi, Mohamed (* 1988), britischer Ruderer
- Sbisà, Carlo (1899–1964), italienischer Maler, Bildhauer und Keramiker
- Sbisa, Luca (* 1990), Schweizer EishockeyspielerLuca Sbisa (* 1990)

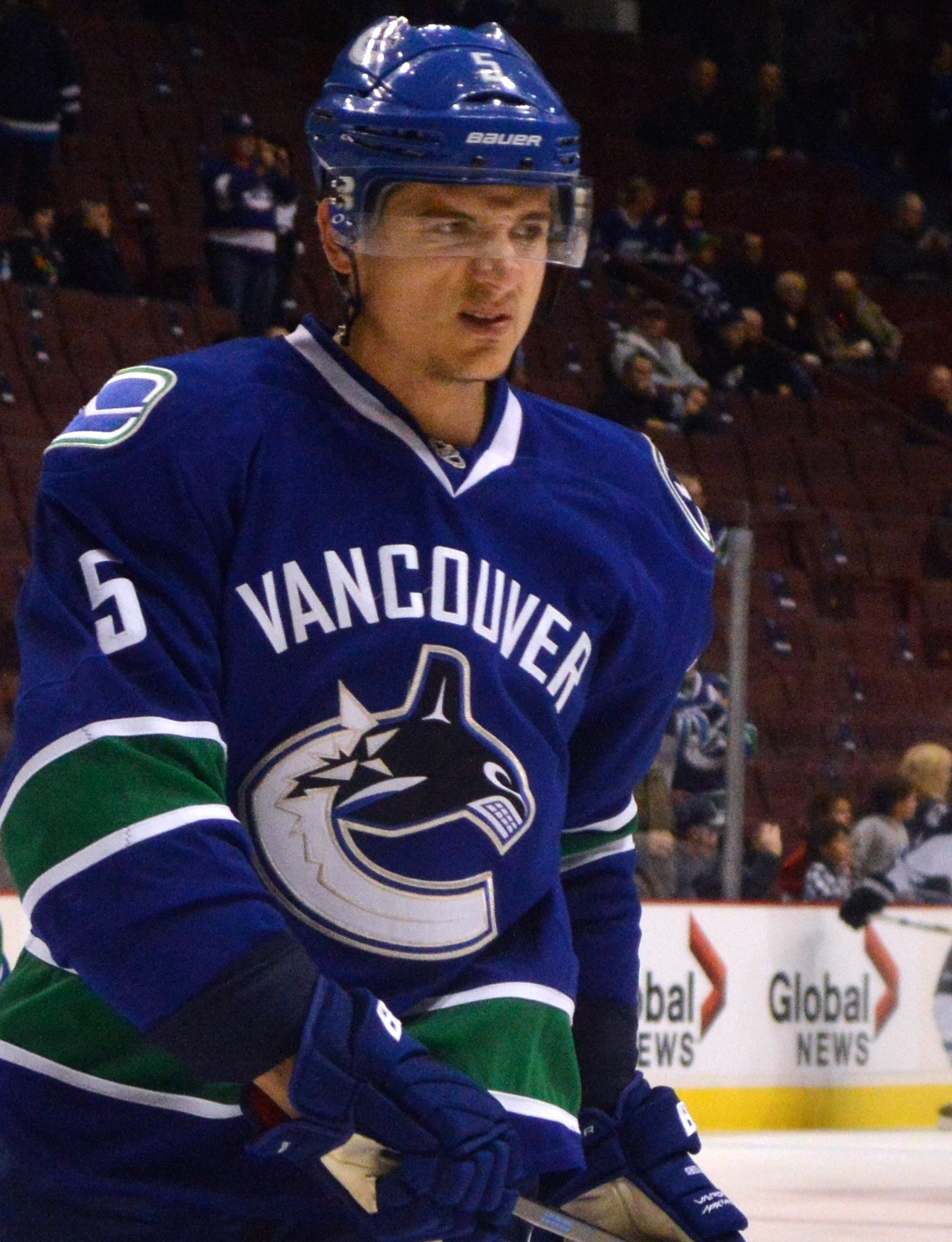
Luca Sbisa (* 1990)

### Sbo
- Sbordone, Carlo (* 1948), italienischer Mathematiker
- Sbordone, Domenico (* 1969), deutscher Fußballspieler
- Sborowitz, Matías (* 1993), chilenischer Tennisspieler
- Sborowska, Nila (1962–2011), ukrainische Literaturwissenschaftlerin und Psychohistorikerin
- Sborowski, Sergei Wladimirowitsch (* 1997), russischer Eishockeyspieler

### Sbr
- Sbragia, Mattia (* 1952), italienischer Schauspieler
- Sbragia, Ricky (* 1956), schottischer Fußballspieler und -trainer
- Sbroglia, Jules (1929–2007), französischer Fußballspieler und -trainer
- Sbroschek, Oxana Stanislawowna (* 1978), russische Mittelstreckenläuferin
- Sbrujewa, Anna Wassiljewna (1894–1965), russisch-sowjetische Prähistorikerin und Archäologin
- Sbrulius, Richard, italienisch-deutscher Humanist und Dichter
- Sbrzesny, Peter (1924–2012), deutscher Filmschaffender und Autor
- Sbrzesny, Raphael (* 1985), deutscher Künstler

### Sbt
- SBTRKT, britischer Dubstep-Musiker

### Sbu
- Sburlea, Sabrin (* 1989), rumänischer Fußballspieler
- Sburny, Michaela (* 1959), österreichische Politikerin (Grüne), Abgeordneter zum Nationalrat
- Sbutega, Branko (1952–2006), katholischer Priester, Friedens- und Menschenrechtsaktivist